# Cazpurrión
Cazpurrión es una localidad del municipio de Luena (Cantabria, España). En el año 2024 contaba con una población de ocho habitantes (INE). La localidad se encuentra a 320 m s. n. m., y a 1,5 kilómetros de la capital municipal, San Miguel de Luena.
- Datos: Q5759415